# Џеферсон (Јужна Каролина)
Џеферсон (енгл. Jefferson) град је у америчкој савезној држави Јужна Каролина.

## Демографија
По попису из 2010. године број становника је 753, што је 49 (7,0%) становника више него 2000. године.
| Група             | 2000.       | 2010.       |
| Белци             | 425 (60,4%) | 466 (61,9%) |
| Афроамериканци    | 245 (34,8%) | 233 (30,9%) |
| Азијати           | 0 (0,0%)    | 12 (1,6%)   |
| Хиспаноамериканци | 64 (9,1%)   | 11 (1,5%)   |
| Укупно            | 704         | 753         |